# Ŝ
Ŝ (ŝ in minuscolo) è la ventitreesima lettera dell'alfabeto dell'esperanto. Foneticamente, corrisponde al suono [ʃ] come nell'italiano "sciacallo" (secondo l'alfabeto IPA).
Può essere scritta come sx o sh a seconda del sistema usato per sostituire i segni diacritici della lettera.
Questa lettera è anche usata ufficiosamente nella grafia del brindisino per il suono /ʃ/, ad esempio nella parola "ŝcamari" ("miagolare") distinguendosi da "scamari".
Il simbolo è utilizzato anche nel sistema di traslitterazione ISO 9 per rappresentare la lettera Щ dell'alfabeto cirillico.